# Intragruppenkonflikt
Ein Intragruppenkonflikt (von lat. intra „innerhalb“ und confligere „kämpfen“) bezeichnet einen Konflikt, der innerhalb einer sozialen Gruppe auftritt, im Unterschied zu den Intergruppenkonflikten, die zwischen zwei oder mehreren Gruppen bestehen.
Genauer beschreibt ein Intragruppenkonflikt Meinungsverschiedenheiten, Uneinigkeiten und Spannungen, die entstehen, wenn Handlungen oder Meinungen einer oder mehrerer Gruppenmitglieder unannehmbar sind und zu Widerstand bei einem oder mehreren anderen Gruppenmitgliedern führen. Situationen, in denen die interagierenden Individuen wahrnehmen, dass Vorteile von Gruppenmitgliedern die eigenen Chancen auf Gewinne verschlechtern, lösen ebenfalls einen Intragruppenkonflikt aus.

## Grundlagen

### Folgen von Intragruppenkonflikten
Konflikte innerhalb von Gruppen stellen unvermeidbare Begleiterscheinungen von Gruppenleben dar. Bei Verhandlungen über Vorgehensweisen und dem zu erzielendem Ergebnis treffen verschiedene Personen und Meinungen aufeinander. Der Konflikt selbst stellt nicht zwingend ein Problem dar. Kurzfristige Konflikte können bei konstruktivem Umgang sogar förderlich sein, sodass die Gruppenmitglieder an gegebenen Problemen unter günstigen Umständen wachsen können.
Mögliche positive und negative Folgen sind:
- Reduzierung von Interaktionen innerhalb der Gruppe aufgrund von zu starkem Wettbewerb
- Maximierung der individuellen Gewinne durch Manipulation o. ä. der Gruppenmitglieder
- Entwicklung, Verstärkung und Stereotypisierung von Feindbildern
- Diskussionen können Innovationen, Kreativität und Produktivität fördern und alternative Problemlösungen offenlegen
- Entwicklung starker sozialer Identität
- Erhöhung der Standards, der Motivation und der Ziele
- Verbesserung der Problemlösestrategien
- Optimierung von Entscheidungsprozessen

### Arten von Intragruppenkonflikten
Es lassen sich drei unterschiedliche Arten von Intragruppenkonflikten unterscheiden: Bei einem persönlicher Konflikt liegen die Wurzeln des Konflikts in der individuellen Antipathie gegenüber einem Gruppenmitglied. Bei inhaltlichen Konflikten bestehen Meinungsverschiedenheiten über Fragen und Themen, die für die Gruppenziele und Gruppenergebnisse relevant sind. Als pozeduraler Konflikt wird ein Konflikt bezeichnet, bei dem es zu Unstimmigkeiten darüber kommt, welche Methoden die Gruppe verwenden soll, um ihre grundlegende Aufgabe zu erledigen.

### Ursachen für Intragruppenkonflikte
- Soziale Dilemmata (Auswahl)
  - Nutzungsdilemmata können bei der Nutzung von öffentlichen Gütern auftreten.
  - Beitragsdilemmata treten auf, wenn ein Individuum zu einem öffentlichen Gut beitragen muss, damit es bestehen bleibt.
  - Das Gefangenendilemma ist Matrixspiel, bei dem die individuellen Ziele einer Person mit den Zielen einer anderen Person oder einer Gruppe in Konflikt stehen
- Asymmetrische Informationen (siehe Trucking Game)
- Gruppengröße: Je größer die Gruppe ist, desto eher können Konflikte auftreten. Je größer die Gruppe wird, desto weniger identifizierbar wird die Leistung der einzelnen Gruppenmitglieder, wodurch das Problem des „Free Ridings“ entstehen kann.
- Erwartungen an Verhalten anderer: Oft entsteht ein Konflikt dadurch, dass Individuen davon ausgehen, dass andere Gruppenmitglieder konkurrierend handeln und nicht kooperativ. Wenn sie das Verhalten anderer sehen, interpretieren sie dies eventuell als konkurrierend, auch wenn das gar nicht der Fall ist.
- Kommunikation: Negativ gestimmte Kommunikation löst tendenziell Uneinigkeiten und Streitigkeiten aus.
- Art der Aufgabe: Bestimmte Aufgabentypen weisen Auszahlungsstrukturen auf, die tendenziell ein Konfliktverhalten fördern

Das Konfliktverhalten innerhalb von Gruppen ist abhängig von den sozialen Wertvorstellungen der Gruppenmitglieder. Dabei können drei Ausprägungen unterschieden werden: Motiviert ein Gruppenmitglied die anderen dazu, die eigenen Ergebnisse zu maximieren und die Gewinne der Gruppenmitglieder zu minimieren, so wird dieser als Competitor bezeichnet. Er sieht Meinungsverschiedenheiten im Kontext Gewinn und Verlust der Einzelnen und fördert das Wettbewerbsverhalten in der Gruppe. Als Cooperator wird demgegenüber ein Gruppenmitglied bezeichnet, welches dazu motiviert, die gemeinsamen Ergebnisse zu maximieren, indem sowohl die eigenen Ergebnisse als auch die der anderen Gruppenmitglieder gesteigert werden. Ist ein Gruppenmitglied darauf ausgerichtet, nur seine eigenen Ergebnisse zu maximieren und hilft oder beeinträchtigt anderen Gruppenmitglieder, um seine eigenen Ergebnisse zu erhöhen, so wird er als Individualist bezeichnet.

## Konfliktlösestrategien
Zur Entschärfung von Intragruppenkonflikten ist eine Reihe von Konfliktlösungsmöglichkeiten denkbar. Ausgewählte Konfliktlösestrategien für die Entschärfung von Intragruppenkonflikten sind im Folgenden beschrieben.
Tit for Tat Strategy bedeutet sinngemäß übersetzt „Wie du mir, so ich dir!“. Bei dieser Strategie gibt es genau zwei Entscheidungsmöglichkeiten. Diese sind Kooperation und Konkurrenz. Bei der Tit for Tat Strategy wird immer mit einem kooperativen Spielzug begonnen, sodass der Spielpartner darauf möglichst mit dem gleichen Spielzug reagiert. Ein Vorteil der Tit for Tat Strategy ist, dass die Botschaft klar und für jeden verständlich ist. Anhand des kooperativen Spielzugs wird gezeigt, dass Konkurrenz nicht toleriert wird und dass Kooperation belohnt wird. Der Nachteil der Tit for Tat Strategy ist der spiral of conflict. Dieser kann nur sehr schwer wieder unterbrochen werden. Außerdem kann das Verhalten von eher konkurrenztendierenden Menschen gefördert werden.
Negotiation bedeutet übersetzt Verhandlung, Gesprächsführung. Dabei stellen die einzelnen Mitglieder ihre eigene Meinung oder Position abwechselnd vor. Geeinigt wird sich dann auf eine Mitte.
Mediation bedeutet Vermittlung, Streitschlichtung. Hierbei tritt ein Außenstehender an die Gruppe heran. Dieser führt mit den einzelnen Parteien Gespräche. Es erfolgt eine getrennte Beratung. Dadurch kann der Mediator Vertrauen vermitteln/aufbauen und die Parteien können sich in Ruhe äußern. Wichtig hierbei ist, dass der Mediator keine Seite annimmt, sondern nur vermittelt. Er kann bei auftretenden Problemen eingreifen und das Missverständnis sofort beseitigen. Umso besser der Mediator ausgebildet ist, desto besser funktioniert die Methode zur Lösung von Konflikten. Die Ausführung der Mediation setzt das Einverständnis aller Parteien voraus, sonst kann es zu Ablehnung kommen.
Arbitration bedeutet übersetzt Schiedsgericht. Hier gibt es keine einzelnen Treffen wie bei der Mediation. Beide Parteien einigen sich im Vorfeld darauf, dass das Schiedsgericht die Entscheidung fällt und dass diese dann auch durchgeführt/angenommen wird. Beide Parteien legen ihre Meinung bei einem Treffen dar und dann entscheidet das Schiedsgericht. Die Arbitration eignet sich sehr gut, wenn eine Entscheidung zeitnah getroffen werden muss. Wenn mehr Zeit da ist, eignet sich die Negotiation meist besser.

## Spieltheoretische Ansätze

### Gefangenendilemma
Das Gefangenendilemma ist das bekannteste Matrixspiel. Es repräsentiert ein soziales Dilemma, bei dem die Ziele eines Individuums mit den Zielen einer Gruppe in Konflikt stehen. In der Originalversion handelt es sich um eine Situation, in der zwei Verdächtige eine gemeinsam begangene Straftat unabhängig voneinander entweder gestehen oder leugnen können und dadurch die Länge ihrer Gefängnisstrafen beeinflussen können. Sie müssen sich entscheiden, ob sie entweder kooperieren und nicht gestehen oder ob sie nicht kooperieren und die Tat gestehen. Das Dilemma liegt darin, dass sie jeweils nicht wissen, was der andere für eine Entscheidung trifft.

### Trucking Game
Das Trucking Game stellt eine bekannte Spielsimulation dar. Das Szenario des Laborexperiments sieht zwei imaginäre Speditionsunternehmen vor, die jeweils von einer weiblichen Person geführt werden. Die Frauen besitzen je einen LKW, der verschiedene Waren von A nach B transportieren soll.
Die Anfangsausstattung der Frauen beträgt 4 $. Der Umsatz pro erfolgreiche Fahrt beträgt 60 Cent. Für jede benötigte Sekunde an Fahrtzeit wird von dem Startkapital 1 Cent als Betriebskosten abgezogen. Brauchen die Spielerinnen also länger als 60 Sekunden, so wird von dem Startkapital für jede zusätzliche Sekunde 1 Cent zugezahlt.
Mittels eines Schaltpults werden die LKWs gesteuert. Mithilfe des Schaltpults kann der Kontostand, die eigene Position und die Position des Gegenspielers abgefragt werden. Ziel ist die Maximierung des eigenen Kapitals. Die Frauen können sich nicht sehen und es gibt 3 Spieldurchläufe. Die Handlungsalternativen der Spielerinnen bestehen in der Wahl zwischen der „alternativen Route“ (längere Fahrtzeit) und der „einspurigen Straße“. Die einspurige Hauptstrecke ist der direkte und kürzeste Weg und kann nicht von beiden Spielerinnen gleichzeitig befahren werden. Wenn die Frauen beide gleichzeitig die Straße befahren, so muss entweder eine zurückfahren oder beide können ihren Weg zum Ziel nicht weiter fortsetzen. Beide Varianten kosten wertvolle Zeit und damit Kapital. Es existiert jeweils für beide Spielerinnen eine Alternativroute. Somit können sich die Spielerinnen hier nicht begegnen und wertvolle Zeit verlieren. Allerdings ist diese Strecke länger und die Spielerinnen verlieren automatisch bei der Benutzung der Route mindestens 10 Cent.
Im ersten Spieldurchlauf können die Spielerinnen alle Strecken ohne Einschränkung benutzen.

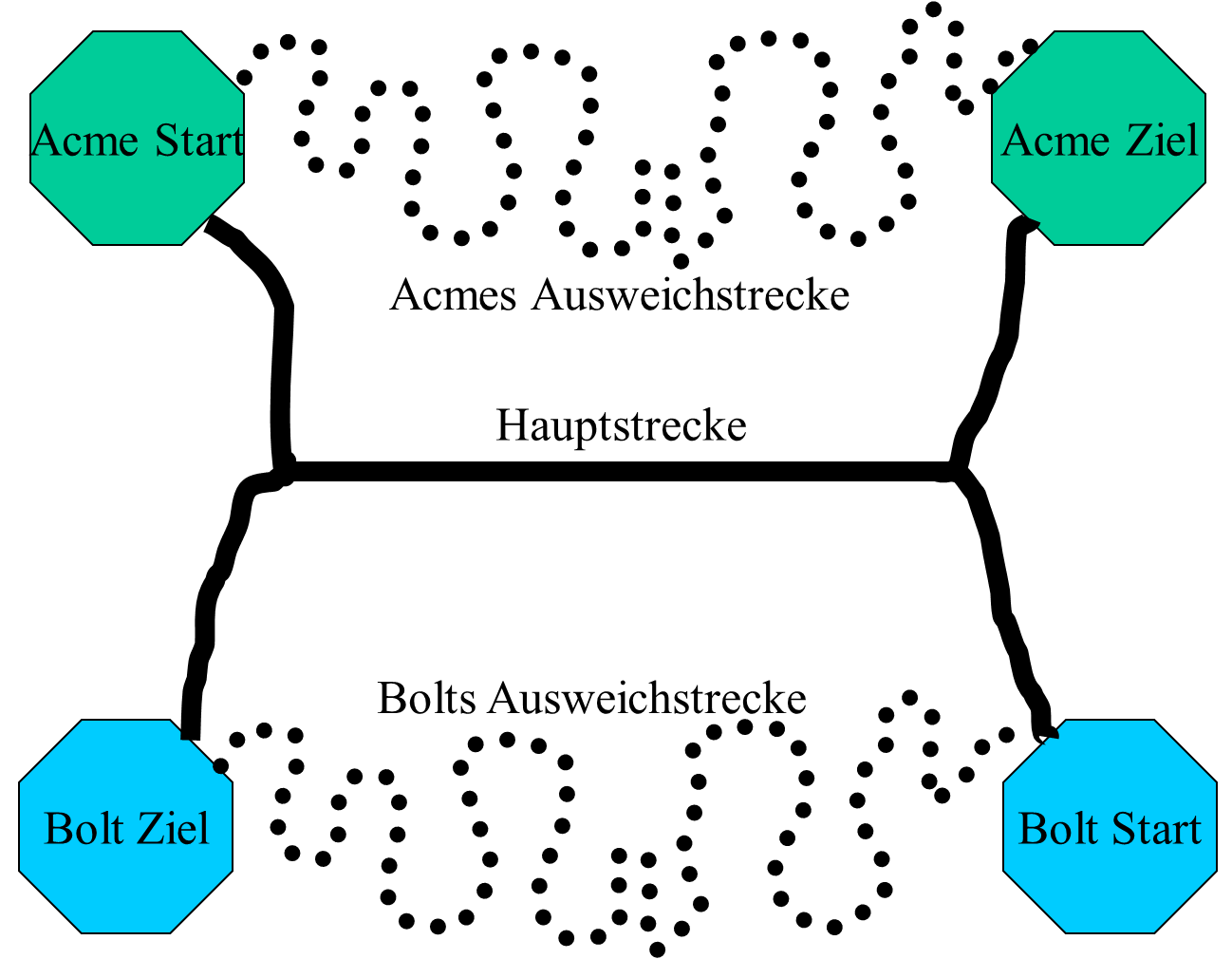
Erster Spieldurchlauf; identische Voraussetzungen für beide Spielerinnen

Im zweiten Spieldurchlauf wird eine ungleiche Machtverteilung (Asymmetrie) durch ein Tor entwickelt. Dieses wird auf der Hauptstrecke installiert und kann aber nur von einer der beiden Spielerinnen (Acme), wenn sie sich selbst auf der Strecke befindet, geöffnet und geschlossen werden.

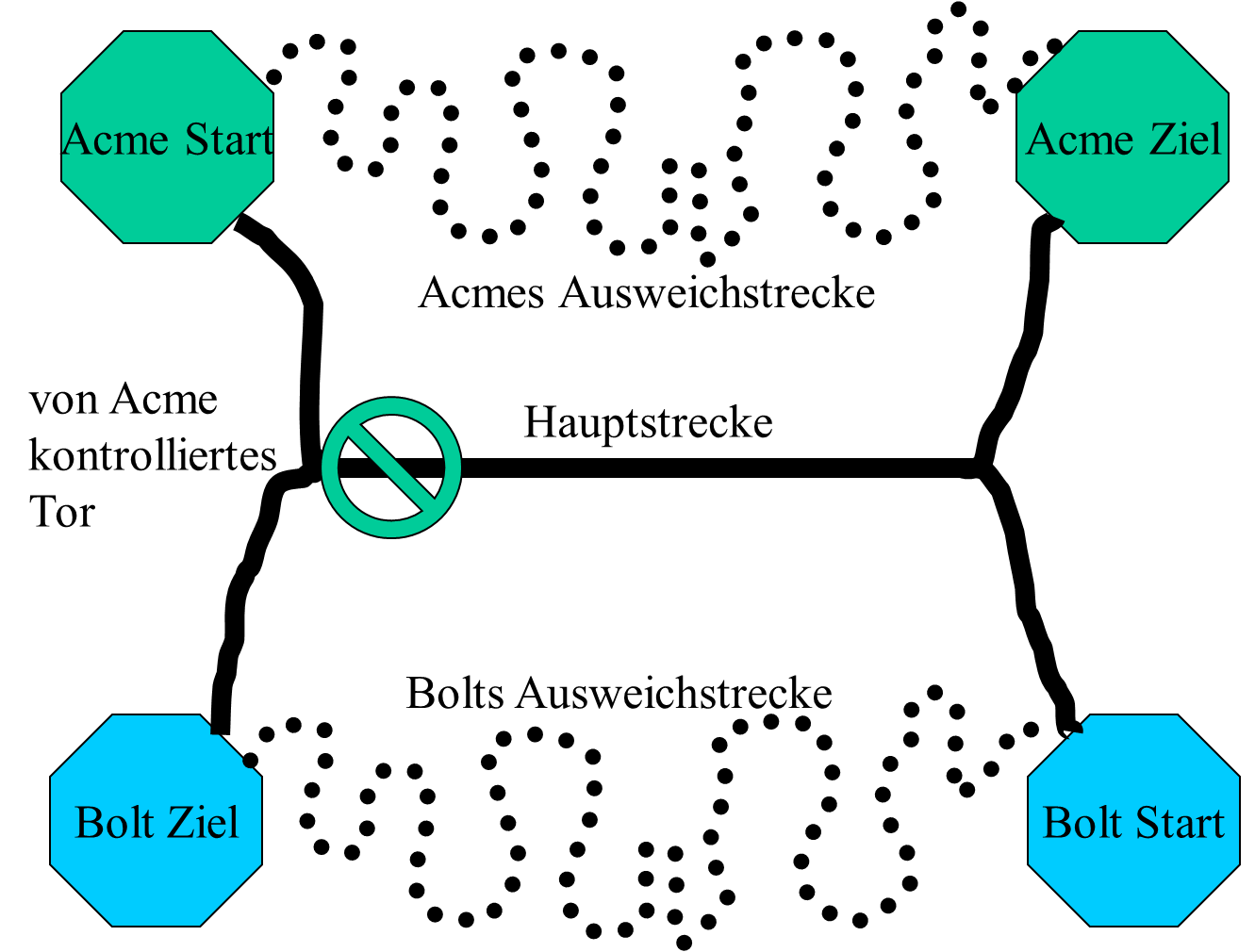
Zweiter Spieldurchlauf; Acme kontrolliert ein Tor.

Beim dritten Spieldurchlauf bekommen beide Spielerinnen die Kontrolle über ein Tor auf der Hauptstrecke zugeteilt.

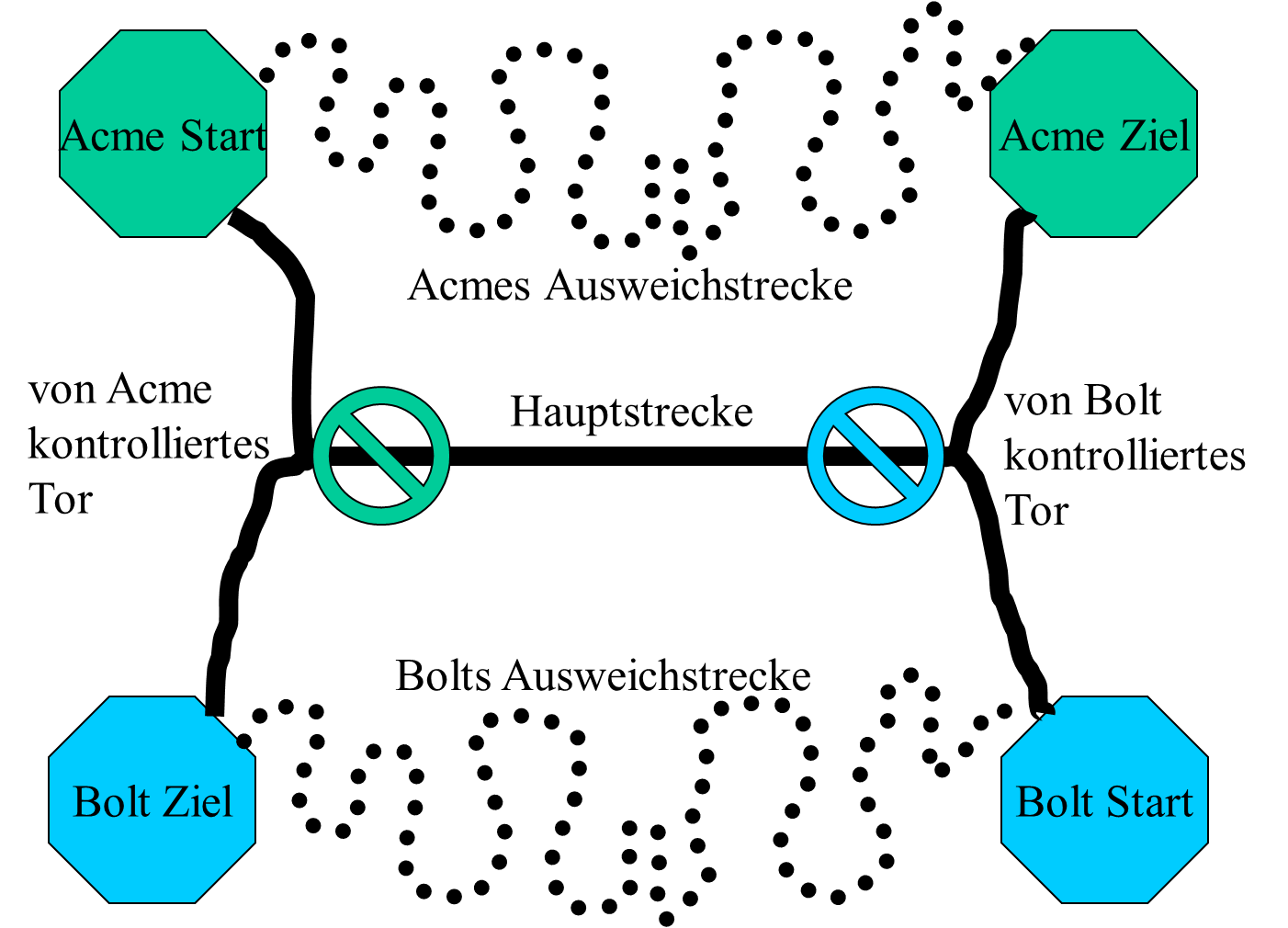
Dritter Spieldurchlauf; beide Spielerinnen kontrollieren jeweils ein Tor.

Die Ergebnisse der Simulation zeigen, dass im Regelfall die beiden Spielerinnen zu gegenseitigem Verhandeln gezwungen werden. Das erfolgreiche Verhandeln wird an der Summe des gemeinsamen Gewinnes festgemacht. Das heißt, je höher die Summe, desto schneller haben die Spielerinnen es geschafft, eine gemeinsame Lösung für die Benutzung der einspurigen Hauptstraße zu finden.
Insgesamt können nur beim ersten Spieldurchlauf Gewinne (Ø 1 $) erzielt werden. Im zweiten Spieldurchlauf haben beide Verluste (Ø 2,03 $) gemacht, wobei die Verluste der Spielerin ohne Tor (Bolt) deutlich höher sind. Im dritten Spieldurchlauf fallen die Verluste beider Spielerinnen noch höher aus (Ø 4,38 $).

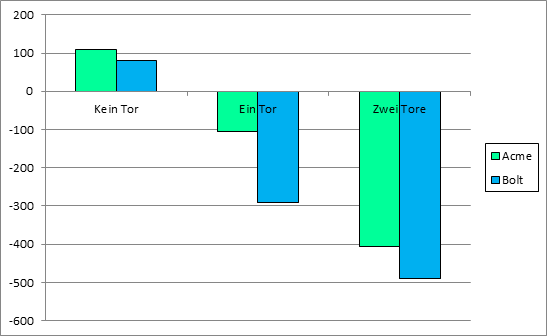
Auszahlungsübersicht je Spieldurchlauf

Daraus lässt sich schließen, dass eine Drohmöglichkeit die Ergebnisse immer verschlechtert, selbst für die Person, die die Drohmöglichkeit besitzt. Tendenziell ist es so, dass bei Existenz einer Drohmöglichkeit, diese auch eingesetzt wird. Es ist immer sicherer eine kooperative Strategie zu wählen, da sie erfolgversprechender ist, als eine konkurrierende, denn durch Kooperation in einer Drohsituation ist häufig mehr Kapital zu bewahren.